# آسیزی
آسیزی(به ایتالیایی: Assisi) یک شهر و ناحیه در منطقه پروجا در استان اومبریا است.
این شهر زادگاه فرانسیس آسیزی بنیان‌گذار فرقه فرانسیسکن می‌باشد.